# Трэвис, Нэнси
Нэнси Энн Трэвис  (англ. Nancy Ann Travis, род. 21 сентября 1961) — американская актриса и продюсер. Она наиболее известна по ролям в фильмах «Я женился на убийце с топором», «Внутреннее расследование», «Эйр Америка», «Трое мужчин и младенец», его продолжении «Трое мужчин и маленькая леди», «Флюк» и ряде других.

## Карьера
Нэнси Трэвис начала свою карьеру в начале восьмидесятых с постановок в театрах. Она дебютировала в большом кино в 1985 году и впоследствии активно снималась в фильмах. Она сыграла множество главных женских ролей в известных фильмах конца восьмидесятых и начала девяностых, таких как «Внутреннее расследование», «Трое мужчин и маленькая леди», «Я женился на убийце с топором» и многих других. Она сыграла Джоан Барри, женщину, подавшую иск против Чарли Чаплина в фильме «Чаплин».
В 1995 году она снялась в фильме «Флюк», который не имел коммерческого успеха. В том же году она запустила собственный комедийный сериал «Практически идеал», который хоть и имел успех у критиков, был закрыт после двух сезонов из-за низких рейтингов. В 1999 году она запустила комедийный сериал «Работаем со Мной», где она также была продюсером. Шоу продержалось всего сезон.
На телевидении она сыграла главную роль в мини-сериале 2002 года по роману Стивена Кинга «Особняк «Красная роза»», а также сыграла одну из главных ролей в комедии «Беккер» в 2002—2004 годах. В последние годы она также сыграла в фильмах «Кандидат и его женщины», «Вне подозрений», «Джинсы-талисман» и «Жизнь по Джейн Остин», однако её главные роли в кино значительно сократились.
В 2010—2011 годах Трэвис была приглашенной звездой в сериалах «Отчаянные домохозяйки», «Анатомия страсти» и «Как я встретил вашу маму». Трэвис и Тим Аллен играют главные роли в комедийном сериале канала ABC «Последний настоящий мужчина», премьера которого состоялась осенью 2011 года. В 2011 году она также появилась в сериале «Зои Харт из южного штата».

## Личная жизнь
Нэнси Энн Трэвис родилась 21 сентября 1961 года в Нью-Йорке в семье Терезы Трэвис, социального работника, и Гордона Трэвиса, менеджера по продажам. Она итальянского происхождения, по вероисповеданию католичка. В 1994 году, Трэвис вышла замуж за Роберта Фрида, бывшего президента и главного директора Savoy Pictures У супругов двое сыновей: Бенджамин Фрид род. в 1998 году и Джереми Фрид род. в 2001 году.

## Избранная фильмография
| Год       | Название на русском           | Название на английском                          | Роль                    | Примечания                   |
| --------- | ----------------------------- | ----------------------------------------------- | ----------------------- | ---------------------------- |
| 1985      | Происки в Стране чудес        | Malice In Wonderland                            | Энн                     |                              |
| 1986      | Гарем. Утрата невинности      | Harem                                           | Джессика Грей           |                              |
| 1987      | Трое мужчин и младенец        | Three Men and a Baby                            | Сильвия Беннингтон      |                              |
| 1988      | Замужем за мафией             | Married to the Mob                              | Карен                   |                              |
| 1988      | Восьмёрка выбывает из игры    | Eight Men Out                                   | Лира Уильямс            |                              |
| 1990      | Сдвиг по фазе                 | Loose Cannons                                   | Рива Ловенгрин          |                              |
| 1990      | Внутреннее расследование      | Internal Affairs                                | Кэтлин Авилла           |                              |
| 1990      | Эйр Америка                   | Air America                                     | Коринна Ландро          |                              |
| 1990      | Трое мужчин и маленькая леди  | Three Men and a Little Lady                     | Сильвия Беннингтон      |                              |
| 1992      | Чаплин                        | Chaplin                                         | Джоан Барри             |                              |
| 1993      | Исчезновение                  | The Vanishing                                   | Рита Бейкер             |                              |
| 1993      | Я женился на убийце с топором | So I Married an Axe Murderer                    | Гарриет Майклс          |                              |
| 1994      | Жадность                      | Greedy                                          | Робин                   |                              |
| 1995      | Флюк                          | Fluke                                           | Кэрол Джонсон           |                              |
| 1995      | Язык тела                     | Body Language                                   | Тереза Джанис Харлоу    |                              |
| 1995      | Дестини включает радио        | Destiny Turns On The Radio                      | Люсиль                  |                              |
| 1996      | Богус                         | Bogus                                           | Лоррейн Франклин        |                              |
| 1995—1997 | Практически идеал             | Almost Perfect                                  | Ким Купер               | Регулярная роль, 34 эпизода  |
| 1999      | Моя последняя любовь          | My Last Love                                    | Сьюзан Мортон           | Также продюсер               |
| 2000      | Вне подозрений                | Auggie Rose                                     | Кэрол                   |                              |
| 2000      | Кандидат и его женщины        | Running Mates                                   | Дженнифер Прайс         |                              |
| 2002      | Особняк «Красная роза»        | Rose Red                                        | профессор Джойс Риардон | Мини-сериал                  |
| 2002-2004 | Фирменный рецепт              | Becker                                          | Крис Коннор             | Регулярная роль, 38 эпизодов |
| 2005      | Джинсы-талисман               | Sisterhood of the Traveling Pants               | Лидия Родман            |                              |
| 2007      | Жизнь по Джейн Остин          | The Jane Austen Book Club                       | Кэт Харрис              |                              |
| 2007      | Вечеринка до упаду            | The Party Never Stops: Diary of a Binge Drinker | Април Бреннер           |                              |
| 2009      | Сэйв-Харбор                   | Safe Harbor                                     | Робби                   |                              |
| 2010      | Договор на беременность       | Pregnancy Pact                                  | Лоррен Доуган           |                              |
| 2010      | Отчаянные домохозяйки         | Desperate Housewives                            | доктор Мэри Вагнер      | 2 эпизода                    |
| 2011      | Анатомия страсти              | Grey’s Anatomy                                  | Элисон                  | 1 эпизод                     |
| 2011      | Как я встретил вашу маму      | How I Met Your Mother                           | Шерил                   | 1 эпизод                     |
| 2011      | Зои Харт из южного штата      | Hart of Dixie                                   | Эммелин Хаттенбаргер    | 2 эпизода                    |
| 2011—2020 | Последний настоящий мужчина   | Last Man Standing                               | Ванесса Бакстер         | Регулярная роль              |
| 2013      | Поселенцы                     | Squatters                                       | Кэрол                   |                              |
| 2017—2018 | Мистер Мерседес               | Mr. Mercedes                                    | Донна Ходжес            |                              |
| 2018—2019 | Метод Комински                | The Kominsky Method                             | Лиза                    |                              |